# Jon B. Higgins
Jon Borthwick Higgins (* 18. September 1936 in Andover/Massachusetts; † 7. Dezember 1984), in Indien als Higgins Bhagavatar bekannt, war ein US-amerikanischer Musikwissenschaftler und –pädagoge und gilt als der erste professionelle Sänger Karnatischer Musik, der nicht indischer Herkunft war.

## Leben
Higgins besuchte die Phillips Andover Academy, wo sein Vater als Englischlehrer und seine Mutter als Musiklehrerin unterrichtete. An der Wesleyan University erhielt er 1962 den Bachelorgrad in den Fächern Musik und Geschichte, 1964 den Mastergrad in Musiktheorie und 1973 den Ph.D. in Musikethnologie. Hier begann er indische Musik in Kursen von Robert Brown und T. Ranganathan zu studieren. Im Rahmen des Fulbright-Programms setzte er diese Ausbildung bei T. Viswanathan in Chennai und später bei dem Tänzer T. Balasaraswati fort. Er trat neben dem Studium als Sänger auf und konnte im Fulbright House in Delhi ein sachkundiges indisches Publikum als karnatischer Sänger überzeugen. Erfolgreich nahm er auch am Tyagaraja Aradhana, einem bedeutenden Musikfestival in Südindien, teil.
1971 gründete Higgins an der University of Toronto mit T. Sankaran ein Studienprogramm für indische Musik. 1978 kehrte er an die Wesleyan University als Professor für Musik und Direktor des Center for the Arts zurück. In Indien wirkte er als Senior Research Fellow am American Institute of Indian Studies. Er sang daneben weiter karnatische Musik und nahm mehrere Alben auf und erhielt in Indien den Ehrentitel Bhagavatar. Am 7. Dezember 1984 kam er bei einem Verkehrsunfall ums Leben. Zur Unterstützung des südindischen Musik- und Tanzprogramms an der Wesleyan University wurde 2000 der Jon B. Higgins Memorial Fund gegründet.